# VfB Friedrichshafen
Le Verein für Bewegungsspiele Friedrichshafen est un club omnisports allemand, fondé en 1909 et basé à Friedrichshafen (Bade-Wurtemberg). Cet article traite de la section volley-ball, fondée en 1969 et évoluant en 1. Bundesliga (plus haut niveau national).

## Palmarès
- Ligue des champions (1)
  - Vainqueur : 2007
  - Finaliste : 2000
- Championnat d'Allemagne (13)
  - Vainqueur : 1998, 1999, 2000, 2001, 2002, 2005, 2006, 2007, 2008, 2009, 2010, 2011, 2015
  - Finaliste : 1994, 1996, 1997, 2004, 2013, 2014, 2016
- Coupe d'Allemagne (16)
  - Vainqueur : 1998, 1999, 2001, 2002, 2003, 2004, 2005, 2006, 2007, 2008, 2012, 2014, 2015, 2017, 2018, 2019

## Entraîneurs
- 1997-2016 :  Stelian Moculescu

## Effectif de la saison 2013-2014
| No                                                                             | Nom                                                                            | Date de naissance                                                              | Taille                       | Poids                        | Poste                        |
| ------------------------------------------------------------------------------ | ------------------------------------------------------------------------------ | ------------------------------------------------------------------------------ | ---------------------------- | ---------------------------- | ---------------------------- |
| 2                                                                              | Peter Trolle Bonnesen                                                          | 16 mars 1993                                                                   | 208                          | 87                           | Attaquant                    |
| 3                                                                              | Thilo Späth                                                                    | 28 juin 1987                                                                   | 188                          | 90                           | Libero                       |
| 4                                                                              | Valentin Bratoev                                                               | 21 octobre 1987                                                                | 202                          | 92                           | Réceptionneur-attaquant      |
| 5                                                                              | Svetoslav Gotsev                                                               | 31 août 1990                                                                   | 202                          | 87                           | Central                      |
| 8                                                                              | Max Günthör                                                                    | 9 août 1985                                                                    | 207                          | 88                           | Central                      |
| 9                                                                              | Nikola Jovović                                                                 | 13 février 1992                                                                | 197                          | 75                           | Passeur                      |
| 10                                                                             | Jenia Grebennikov                                                              | 13 août 1990                                                                   | 188                          | 82                           | Libero                       |
| 11                                                                             | Roland Gergye                                                                  | 24 février 1993                                                                | 200                          | 86                           | Réceptionneur-attaquant      |
| 12                                                                             | Viktor Yosifov                                                                 | 16 octobre 1985                                                                | 205                          | 95                           | Central                      |
| 13                                                                             | Vencislav Simeonov                                                             | 3 février 1977                                                                 | 200                          | 98                           | Attaquant                    |
| 14                                                                             | Baptiste Geiler                                                                | 12 mars 1987                                                                   | 198                          | 83                           | Réceptionneur-attaquant      |
| 16                                                                             | Christian Dünnes                                                               | 16 juin 1984                                                                   | 207                          | 105                          | Attaquant                    |
| 17                                                                             | Jan Zimmermann                                                                 | 12 février 1993                                                                | 190                          | 76                           | Passeur                      |
| 18                                                                             | Yannick Harms                                                                  | 14 janvier 1994                                                                | 198                          | 80                           | Réceptionneur-attaquant      |
|                                                                                |                                                                                |                                                                                |                              |                              |                              |
| Encadrement technique                                                          | Encadrement technique                                                          |                                                                                | Légende                      | Légende                      | Légende                      |
| Entraîneur : Stelian Moculescu                                                 | Entraîneur : Stelian Moculescu                                                 | Entraîneur : Stelian Moculescu                                                 | : Capitaine                  | : Capitaine                  | : Capitaine                  |
| Entraîneur(s) adjoint(s) : Hannes Bosch Entraîneur(s) adjoint(s) : Aurel Vlacu | Entraîneur(s) adjoint(s) : Hannes Bosch Entraîneur(s) adjoint(s) : Aurel Vlacu | Entraîneur(s) adjoint(s) : Hannes Bosch Entraîneur(s) adjoint(s) : Aurel Vlacu | : Joueur blessé actuellement | : Joueur blessé actuellement | : Joueur blessé actuellement |

| Équipe type : VfB Friedrichshafen                                                                             |
| \| Jovović · # 9 Bratoev · # 4 Günthör · # 8 Dünnes · # 16 Geiler · # 14 Yosifov · # 12 Grebennikov · # 10 \| |
| Jovović · # 9 Bratoev · # 4 Günthör · # 8 Dünnes · # 16 Geiler · # 14 Yosifov · # 12 Grebennikov · # 10       |

| Jovović · # 9 Bratoev · # 4 Günthör · # 8 Dünnes · # 16 Geiler · # 14 Yosifov · # 12 Grebennikov · # 10 |